# Buffalo Springfield

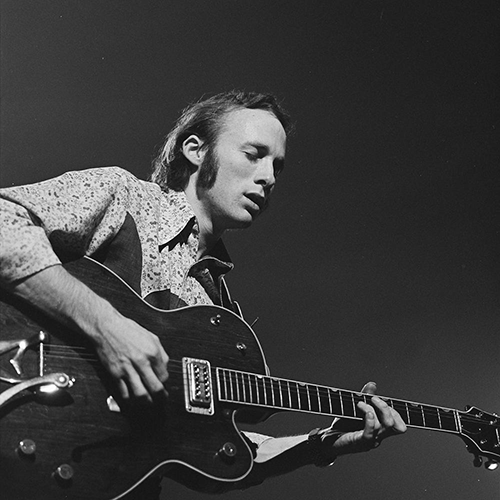
Stephen Stills, 1972

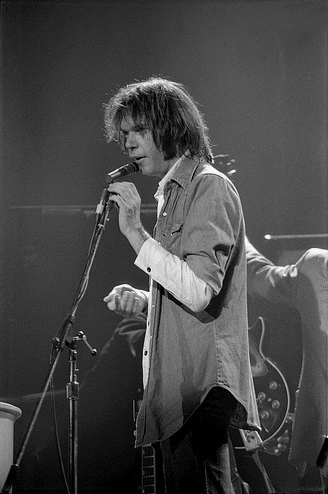
Neil Young, 1976

Buffalo Springfield war eine US-amerikanisch-kanadische Folk- bzw. Country-Rockband aus Los Angeles, die von 1966 bis 1968 drei Alben veröffentlichte.

## Bandgeschichte
Die beiden Gitarristen Neil Young und Stephen Stills lernten sich bereits 1963 kennen, als jeder mit einer eigenen Gruppe in Thunder Bay in Ontario unterwegs war.
Im Frühjahr 1966 formierte sich die Band in Los Angeles, wobei sich um das (zufällige) Wiedersehen von Stills und Young in einem Stau auf dem Sunset Boulevard zahlreiche Legenden gebildet haben.
Zunächst wurden alle Titel von Stills und Young geschrieben, wobei Richie Furay (Rhythmusgitarre) bei Youngs Stücken den Gesang übernahm.
Der Bandname (ursprünglich Freeway Traffic Jam) wurde von einer Dampfwalze der Buffalo-Springfield Roller Company übernommen, die vor dem Haus stand, in dem Stills und Furay wohnten.
Die erste Single For What It’s Worth, geschrieben von Stephen Stills, wurde der einzige Hit der Band und erreichte Platz 7 der US-Charts. Das erste Album Buffalo Springfield hingegen blieb wenig erfolgreich.
Mit neuem Management arbeitete die Band am zweiten Album Buffalo Springfield Again. Bruce Palmer musste wegen Drogenbesitzes ins Gefängnis. Sein Ersatz Jim Fielder verließ die Gruppe bald, um sich Blood, Sweat & Tears anzuschließen. Von nun an begann die Band auseinanderzufallen. Mit Songs von Furay, Young und Stills wurde Buffalo Springfield Again noch ein respektabler Erfolg, allerdings stellte sich mehr und mehr die Frage, ob die Band überhaupt noch existierte.
Seit Mai 1968 ohne Young, spielte die Band auf dem Monterey Pop Festival, mit David Crosby als Ersatz. Es folgten weitere Live-Auftritte bis zum Abschiedskonzert in Los Angeles. Jim Messina, zu jener Zeit Bassist der Gruppe, produzierte das letzte Album Last Time Around. Als es 1968 erschien, existierte Buffalo Springfield bereits nicht mehr.
Youngs Solokarriere hatte zu diesem Zeitpunkt bereits begonnen. Stills gründete mit Crosby und Graham Nash die Band Crosby, Stills and Nash. Furay und Messina gründeten Poco. Nach zwei Soloalben von Young überzeugte ihn Stills, bei Crosby, Stills & Nash einzusteigen, woraus daraufhin Crosby, Stills, Nash & Young wurde.
1997 wurden Buffalo Springfield in die Rock and Roll Hall of Fame aufgenommen.

## Reunion
Am 23. und 24. Oktober 2010 spielten Buffalo Springfield zum ersten Mal seit ihrer Trennung wieder live. Anlässlich des alljährlichen Bridge School Benefit zugunsten behinderter Kinder traten sie an beiden Festivalabenden im Shoreline Amphitheatre in Mountain View (Kalifornien) auf. Die drei noch lebenden Originalmitglieder Neil Young, Stephen Stills und Richie Furay spielten ein ca. vierzigminütiges halbakustisches Set aus Klassikern der Bandgeschichte. Die verstorbenen Bruce Palmer und Dewey Martin wurden durch Rick Rosas (Bass) und Joe Vitale (Schlagzeug) ersetzt.

## Diskografie

### Alben
- 1966: Buffalo Springfield
- 1967: Buffalo Springfield Again
- 1968: Last Time Around

### Kompilationen
- 1969: Retrospective: The Best of Buffalo Springfield (UK: Silber)
- 1973: Buffalo Springfield (Doppel-LP; bislang nicht auf CD erschienen)
- 2001: Buffalo Springfield (4-CD-Boxset, Booklet 68 Seiten)

### Singles
- 1967: For What It’s Worth (Stop, Hey What’s That Sound) (UK: Platin)

## Auszeichnungen für Musikverkäufe
| Goldene Schallplatte - Dänemark - 2024: für die Single For What It’s Worth (Stop, Hey What’s That Sound) - Italien - 2018: für die Single For What It’s Worth (Stop, Hey What’s That Sound) - Neuseeland - 2024: für das Album Buffalo Springfield - Spanien - 2024: für die Single For What It’s Worth (Stop, Hey What’s That Sound) | 3× Platin-Schallplatte - Neuseeland - 2024: für die Single For What It’s Worth (Stop, Hey What’s That Sound) |

Anmerkung: Auszeichnungen in Ländern aus den Charttabellen bzw. Chartboxen sind in ebendiesen zu finden.
| Land/RegionAuszeichnungen für Musikverkäufe (Land/Region, Auszeichnungen, Verkäufe, Quellen) | Silber  | Gold     | Platin     | Verkäufe  | Quellen              |
| -------------------------------------------------------------------------------------------- | ------- | -------- | ---------- | --------- | -------------------- |
| Dänemark (IFPI)                                                                              | —       | Gold1    | —          | 45.000    | ifpi.dk              |
| Italien (FIMI)                                                                               | —       | Gold1    | —          | 25.000    | fimi.it              |
| Neuseeland (RMNZ)                                                                            | —       | Gold1    | 3× Platin3 | 97.500    | radioscope.co.nz NZ2 |
| Spanien (Promusicae)                                                                         | —       | Gold1    | —          | 30.000    | elportaldemusica.es  |
| Vereinigte Staaten (RIAA)                                                                    | —       | —        | Platin1    | 1.000.000 | riaa.com             |
| Vereinigtes Königreich (BPI)                                                                 | Silber1 | —        | Platin1    | 660.000   | bpi.co.uk            |
| Insgesamt                                                                                    | Silber1 | 4× Gold4 | 5× Platin5 |           |                      |

## Bedeutung
Buffalo Springfields For What It’s Worth (1967) gilt als großer Klassiker der Rockgeschichte. Der Titel wurde zwischen 2004 und 2021 vom Rolling Stone auf Platz 63 der 500 besten Songs aller Zeiten geführt, er erlebte zahllose Coverversionen und – aufgrund der markanten Gitarrenparts von Stills – Bearbeitungen und fand als Soundtrack u. a. von Lord of War – Händler des Todes, Tropic Thunder, Forrest Gump und Spike Lee’s Spiel des Lebens Verwendung. Das Stück gehört noch heute zum Live-Repertoire von Stephen Stills und Crosby, Stills, Nash (& Young).